# 猬刺棘豆
猬刺棘豆（学名：Oxytropis hystrix）也称长刺棘豆、多刺棘豆、温泉棘豆，为豆科棘豆属下的一个种。模式标本采自塔尔巴噶台山。